# La Puisaye
La Puisaye település Franciaországban, Eure-et-Loir megyében. Lakosainak száma 247 fő (2022. január 1.). La Puisaye La Saucelle és Les Ressuintes községekkel határos.

## Népesség
A település népességének változása:
| Lakosok száma | 308  | 259  | 208  | 244  | 281  | 291  | 278  | 264  | 257  | 247  |
|               | 1968 | 1982 | 1990 | 2006 | 2013 | 2015 | 2017 | 2019 | 2020 | 2022 |